# Tjaša Kokalj
Tjaša Kokalj Jerala, slovenski fotomodel, televizijska voditeljica in blogerka, * 20. januar 1986
Zmagala je na Miss Universe Slovenije 2007. Na svetovnem izboru Miss Universe je osvojila 11. mesto. V top 15 je prišla kot druga Slovenka za Natašo Košir (1969).
Nastopila je na modnih revijah poročnega salona Poročni kotiček in znamk Lisca, Polzela in Etam. Kot vplivnica je v Qlandii delila modne nasvete. Pojavila se je v videospotu za pesem Šopek maka Anžeja Dežana. Vodila je resničnostno oddajo TOP4 na Kanalu A. Leta 2009 je izdala roman Poljubi me, miss!.
Je direktorica podjetja Tjasa Plus. Na Filozofski fakulteti v Ljubljani je študirala slovenščino in španščino.

## Zasebno
Je iz Ljubljane. Z možem Klemnom Jeralo ima dve hčeri. Visoka je 180 centimetrov.